# 77
Évszázadok: i. e. 1. század – 1. század – 2. század
Évtizedek: 20-as évek – 30-as évek – 40-es évek – 50-es évek – 60-as évek – 70-es évek – 80-as évek – 90-es évek – 100-as évek – 110-es évek – 120-as évek
Évek: 72 – 73 – 74 – 75 –  76 – 77 – 78 – 79 – 80 – 81 – 82

## Események

### Római Birodalom
- Vespasianus császárt (helyettese január 13-tól vagy márciustól Caesar Domitianus, szeptembertől Caius Catellius Celer, novembertől Cnaeus Iulius Agricola) és fiát, Titus Caesar Vespasianust (helyettese Marcus Arruntius Aquila) választják consulnak.
- Cnaeus Iulius Agricolát (Tacitus apósát) kinevezik Britannia kormányzójává. Miután az észak-walesi ordovixek fellázadnak, sikeres hadjáratot indít ellenük, majd elfoglalja Mona szigetét, a druidák utolsó mentsvárát.
- Plinius megjelenteti Naturalis historia-ját.

### Korea
- Meghal Taru, Pekcse állam királya. Utóda legidősebb fia, Kiru.

## Halálozások
- Taru, pekcsei király

## Fordítás
- Ez a szócikk részben vagy egészben  az   AD 77 című angol Wikipédia-szócikk ezen változatának fordításán alapul.  Az eredeti cikk szerkesztőit annak laptörténete sorolja fel. Ez a jelzés csupán a megfogalmazás eredetét és a szerzői jogokat jelzi, nem szolgál a cikkben szereplő információk forrásmegjelöléseként.